# Prostanthera
Prostanthera és un gènere de plantes angiospermes que pertany a la família de les lamiàcies. Hi ha al voltant de 90 espècies dins del gènere, totes les quals són endèmiques d'Austràlia.
Les espècies de Prostanthera s'utilitzen com a aliment per a les larves de les  arnes del gènere Aenetus (família Hepialidae), incloent Aenetus eximia i Aenetus ligniveren.
Es cultiven com a plantes ornamentals, i pels olis essencials i com a espècia.

## Espècies seleccionades
| - Prostanthera albiflora - Prostanthera albohirta - Prostanthera althoferi - Prostanthera ammophila - Prostanthera arenicola - Prostanthera askania - Prostanthera aspalathoides - Prostanthera baxteri - Prostanthera behriana - Prostanthera caerulea - Prostanthera calycina - Prostanthera campbellii - Prostanthera canaliculata - Prostanthera carrickiana - Prostanthera centralis - Prostanthera chlorantha - Prostanthera cineolifera - Prostanthera clotteniana - Prostanthera collina - Prostanthera cruciflora - Prostanthera cryptandroides - Prostanthera cuneata - Prostanthera decussata - Prostanthera densa - Prostanthera denticulata - Prostanthera discolor - Prostanthera eckersleyana - Prostanthera eriocalyx - Prostanthera eurybioides - Prostanthera florifera - Prostanthera galbraithiae - Prostanthera granitica - Prostanthera grylloana - Prostanthera hindii - Prostanthera hirtula - Prostanthera howellae - Prostanthera incana - Prostanthera incisa - Prostanthera incurvata - Prostanthera junonis - Prostanthera lanceolata - Prostanthera laricoides - Prostanthera lasianthos |  |  |  |  |  |  |  |  |  |  |  |  |  |  |  |  |  |  |  |  | - Prostanthera linearis - Prostanthera lithospermoides - Prostanthera magnifica - Prostanthera marifolia - Prostanthera megacalyx - Prostanthera melissifolia - Prostanthera microphylla - Prostanthera monticola - Prostanthera nanophylla - Prostanthera nivea - Prostanthera nudula - Prostanthera ovalifolia - Prostanthera palustris - Prostanthera parvifolia - Prostanthera patens - Prostanthera pattila - Prostanthera pedicellata - Prostanthera petrophila - Prostanthera phylicifolia - Prostanthera porcata - Prostanthera prunelloides - Prostanthera rhombea - Prostanthera ringens - Prostanthera rotundifolia - Prostanthera rugosa - Prostanthera saxicola - Prostanthera scutata - Prostanthera scutellarioides - Prostanthera semiteres - Prostanthera sericea - Prostanthera serpyllifolia - Prostanthera sieberi - Prostanthera spinosa - Prostanthera splendens - Prostanthera staurophylla - Prostanthera striatiflora - Prostanthera stricta - Prostanthera suborbicularis - Prostanthera teretifolia - Prostanthera tysoniana - Prostanthera verticillaris - Prostanthera violacea - Prostanthera walteri - Prostanthera wilkieana |

## Sinònims
- Cryphia [R. Br.]
- Eichlerago [Carrick]
- Klanderia [F. Muell.]